# صليب اللورين

علم قوات فرنسا الحرة الحليفة مع قوات التحالف.

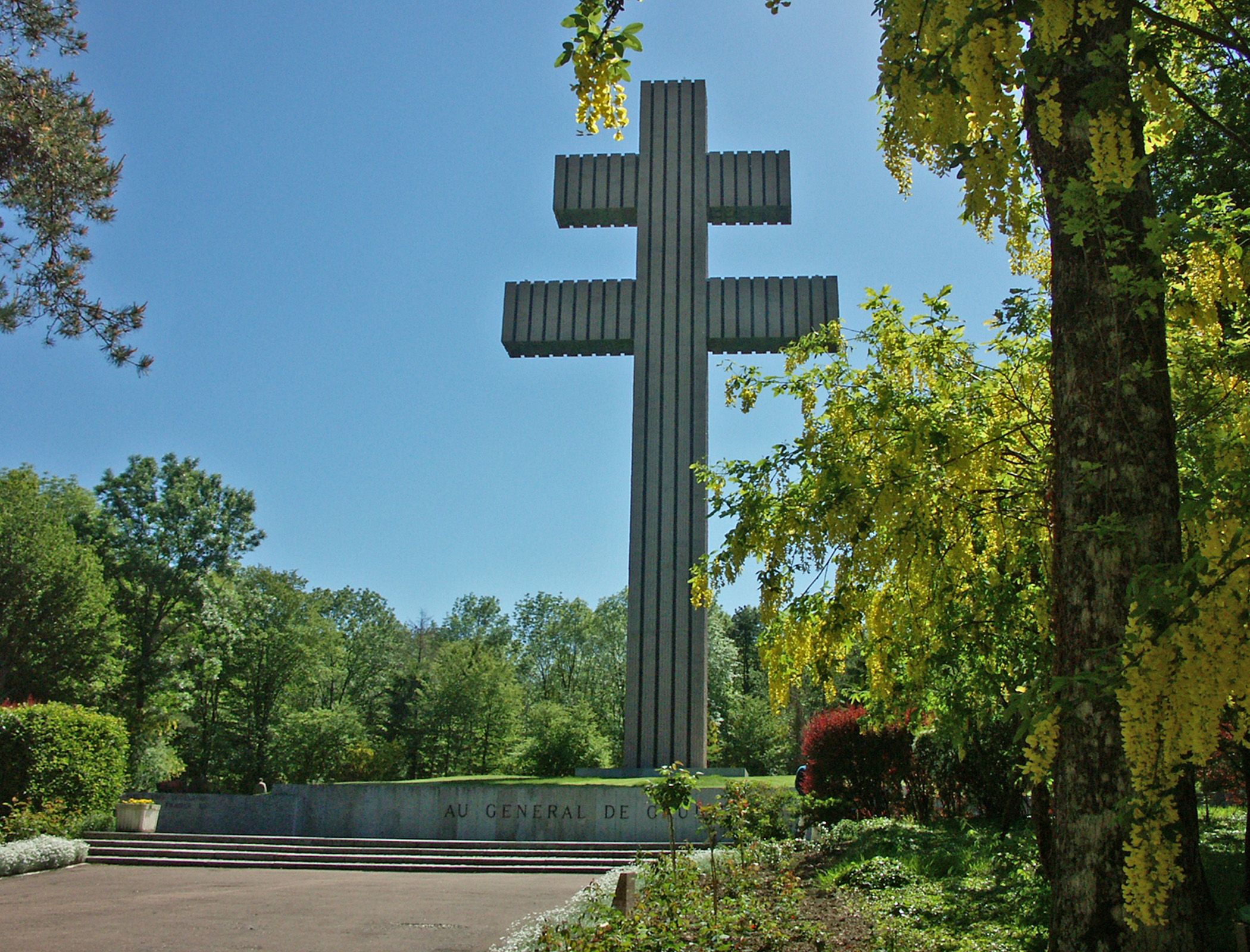
صليب اللورين.

صليب اللورين (بالفرنسيَّة Croix de Lorraine) هو رمز صليب يستخدم كرمز فرنسي. يتكون الصليب حيث لديه عارضة صغيرة موضوعة فوق العارضة الرئيسية بطريقة متوازية. ينبغي عدم الخلط بين هذا الرمز مع «الصليب البطريركي». أستخدم الصليب كرمز للقوات الفرنسية الحر، ويرتبط مع الوطنية الفرنسية، وخاصةً في صراعها مع ألمانيا.
أستخدم الرمز في رموز دوقية لورين في البداية. ويعد الملك المجري بيلا الثالث أول من الصليب كرمز للسلطة الحاكمة في أواخر القرن الثاني عشر. ويعتقد أنه تم اعتماده من قبل الإمبراطورية البيزنطية، وفقًا للمؤرخ بال إنجل.
إتخذت امبراطورية فرنسا الحرة صليب اللورين كشعار علمها، خلال الحرب العالمية الثانية. وهو شعار اختاره الجنرال ديغول لحركة فرنسا الحرة. ويستخدم صليب اللورين في كل من شعار المجر وشعار ليتوانيا وشعار سلوفاكيا وحكومة فرنسا الحرة.

## معرض صور

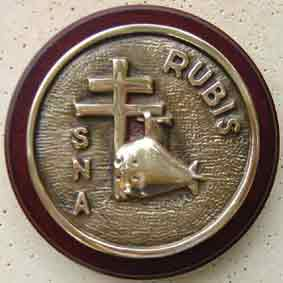
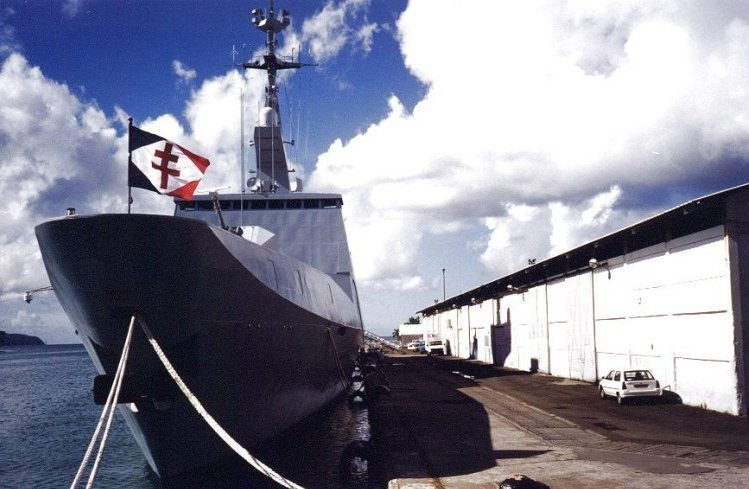